# Alekszandr Valentyinovics Vampilov
Alekszandr Valentyinovics Vampilov, cirill betűkkel: Александр Валентинович Вампилов (Cseremhovo (Irkutszki terület), 1937. augusztus 19. – Bajkál-tó, 1972. augusztus 17.) orosz író, drámaíró. Az olvadás korának egyik kiemelkedő alkotója.

„Évtizedekre visszamenően alig látunk a szovjet irodalomban drámaszerzőt, aki ilyen tudatosan és ilyen nemes irodalmi eszközökkel teremtett-alkotott magának önálló erejű, erős belső logikájú színpadi világot.”

– Elbert János

## Élete
Apja, Valentyin Nyikityics Vampilov – burját tanár volt. Röviddel Vampilov születése után, 1938-ban letartóztatták, nem sokkal később agyonlőtték (1957-ben rehabilitálták). Az anya, aki matematikatanár volt, négy gyermekével egyedül maradt.
Vampilov Irkutszkban a bölcsészkaron tanult és ötödéves korában a helyi ifjúsági lap irodalmi munkatársává, majd rovatvezetőjévé vált. 1965-ben lett az Írószövetség tagja. 1972-ben a Bajkál-tavon felborult vele egy motorcsónak, és két nappal 35. születésnapja előtt életét vesztette. A Bajkál partján, Lisztvjanka falu mellett emléktábla emlékezik meg róla. Irkutszkban temették el. Befejezetlen művek maradtak utána.
Az Idősebb fiú című darabját 1967-ben mutatták be, nagy sikerrel. Több művét megfilmesítették a filmgyárak és a tévék. Darabjait lefordították többek között angolra is, és a Kacsavadászatot bemutatták Londonban.
Bár nyilván nem ismerték egymás műveit – feltehetően a korszellem azonossága okán – Vampilov alkotásai számunkra Sarkadi Imre egyes drámai műveit juttathatják eszünkbe.

## Művei

### Drámák
- Júniusi búcsú (Прощание в июне), 1966
- Idősebb fiú (Старший сын), 1968 (Az elsőszülött címen készült belőle 1974-ben bemutatott magyar tévéjáték)
- Vadkacsavadászat (Утиная охота), 1970
- Múlt nyáron Csulimszkban, v. Múlt nyáron történt (Прошлым летом в Чулимске), 1972

### Egyfelvonásosok
- Kaland a főmettőrrel (Воронья роща)
- Húsz perc egy angyallal (Двадцать минут с ангелом)
- Ház mezőre néző ablakokkal (Дом окнами в поле)
- Siker (Успех)
- A páratlan Véges (Несравненный Наконечников)

## Magyarországi előadások, kiadások
A múlt nyáron Csulimszkbant többször több magyar színház bemutatta, elsőként a Nemzeti Színház 1974-ben (?) Sinkó László és Bodnár Erika főszereplésével, Nagy András László rendezésében.

### Magyar fordítások
- A vadkacsavadászat; ford. Elbert János; inː Színház, 1979/nov.
- Búcsúzás júniusban. Komédia; ford. Gál Sándor; LITA, Pozsony, 1973
- A megtért fiú. Vígjáték két részben; ford. Elbert János; rendezői utószó Zakariás Klára; NPI, Bp., 1976 (Színjátszók kiskönyvtára)
- Vadkacsavadászat; ford. Elbert János; inː Mai szovjet drámák 1-2.; vál., jegyz. Nemes G. Zsuzsanna; Európa, Bp., 1980
- Az ablakok a mezőre néznek; ford. Szabó Mária; inː Eső és lelkiállapot. Külföldi drámák; szerk. Márai Botond; Múzsák Közművelődési Kiadó, Bp., 1986 (Színjátszók Kiskönyvtára)
- Drámák; ford. Elbert János, Enyedy György, Gálvölgyi Judit, vál. Kovács Léna, utószó Tarján Tamás; Európa, Bp., 1988 ISBN 963-074-684-0

## Fordítás
- Ez a szócikk részben vagy egészben  a(z)   Вампилов, Александр Валентинович című orosz Wikipédia-szócikk ezen változatának fordításán alapul.  Az eredeti cikk szerkesztőit annak laptörténete sorolja fel. Ez a jelzés csupán a megfogalmazás eredetét és a szerzői jogokat jelzi, nem szolgál a cikkben szereplő információk forrásmegjelöléseként.